# Ёнэда, Нобуо
Нобуо Ёнэда (яп. 米田 信夫 Ёнэда Нобуо, 28 марта 1930 — 22 апреля 1996) — японский математик, наиболее известен вкладом в теорию категорий — лемма Йонеды считается одним из важнейших инструментов, позволивших получить результаты высокой общности в алгебраической геометрии и теории представлений. Также известен работой в комитете IFIP по проектированию Алгола-68.

## Биография
В последний год учёбы в Токийском университете участвовал в семинаре Сёкити Иянаги по алгебраической топологии. В начале 1950-х годов сопровождал Самуэля Эйленберга в качестве гида и переводчика в его поездке по Японии. Впоследствии получил приглашение в Принстонский университет по программе Фулбрайта, работал корректором в издательстве иностранной литературы. Вскоре, вслед за Эйленбергом, уехал во Францию, где провёл около года. В то же время Париж посещал Саундерс Маклейн, и в рамках подготовки книги по теории категорий проводил интервью с математиками; с его слов, Ёнэда сообщил ему результат знаменитой леммы во время одной из таких бесед, состоявшейся в кафе на Северном вокзале в 1954 или 1955 году. Кроме того, в середине 1950-х годов Ёнеда получил ряд важных результатов в гомологической алгебре. 
После двух лет американо-европейского турне вернулся в Японию, где 1961 году под руководством Иянаги защитил докторскую диссертацию. С 1962 года — преподаватель Университета Гакусюин, с 1966 года — профессор. В 1977 году перешёл на должность профессора только что учреждённого факультета информатики Токийского университета, где подготовил пять докторов наук. С 1990 года — в частном Университете Денки, в котором проработал до последних дней.